# Hierodula dolichoptera
Hierodula dolichoptera es una especie de mantis de la familia Mantidae.

## Distribución geográfica
Se encuentra en Borneo.